# Interpretazione (linguistica)
L'interpretazione è un’attività traduttiva per mezzo della quale viene prodotta una prima e al tempo stesso definitiva traduzione orale sulla base di un testo enunciato nella lingua di partenza. 
Le due modalità di interpretazione principali sono l'interpretazione simultanea, fatta in contemporanea all'esposizione del testo nella lingua di partenza, e l'interpretazione consecutiva, eseguita a intervalli durante l'esposizione. 
L’interpretazione è un’antica attività umana che precede l’invenzione della scrittura. Tuttavia, le origini dell’interpretazione in campo professionale, a cui ci si riferisce con il termine interpretariato, risalgono a meno di un secolo fa.

## Storia
La ricerca sui vari aspetti della storia dell’interpretazione è piuttosto recente. Poiché l'interpretazione di conferenza è stata oggetto di maggior interesse da parte degli studiosi, è stato fatto molto poco in ambito accademico per quel che riguarda la storia dell’interpretazione, e fino agli anni Novanta solo poche decine di pubblicazioni se ne sono occupate.
Considerando quante attività interpretative si siano presumibilmente susseguite nel corso di migliaia di anni, l’archivio storico è piuttosto limitato. Inoltre, spesso gli interpreti e il loro operato non hanno trovato spazio nei libri di storia. Una delle spiegazioni per tali casi può essere la preminenza del testo scritto sul parlato: ciò implica che chi ha lasciato testi scritti ha più possibilità di essere stato documentato da fonti storiche.
Un altro problema riguarda la tendenza a considerare l’interpretazione come un’attività di supporto ordinaria che non richiede un’attenzione particolare. Ciò che sappiamo sulla storia dell'interpretazione si deve tendenzialmente a lettere, cronache, biografie, diari e memorie, oltre a una varietà di altri documenti e opere letterarie, sebbene molti di questi (con poche eccezioni) riguardavano l’interpretazione solo incidentalmente o in modo marginale.

## Etimologia
Molte lingue indoeuropee dispongono di parole specifiche per indicare interpretazione e interprete. Alcune espressioni nelle lingue germaniche, scandinave e slave che designano la figura dell'interprete potrebbero essere fatte risalire alla lingua accadica del 1900 a.C. circa. La radice accadica targumânu/turgumânu ha dato inoltre origine al termine dragomanno attraverso una derivazione etimologica dall’arabo.
La parola interprete, comunque, deriva dal latino interpres (che significa ‘persona che spiega cosa è oscuro’), ma le radici semantiche non sono del tutto chiare. Alcuni studiosi ritengono che la seconda parte della parola derivi da partes o da pretium (che significa ‘prezzo’, il che si adatterebbe al significato di ‘mediatore’, ‘intermediario’ , ‘intermediario commerciale’), mentre altri pensano più a una radice sanscrita.

## Varietà di interpretazione

### Conferenza
L’interpretazione di conferenza si riferisce ad una interpretazione in una conferenza o ad una assemblea, simultanea o consecutiva. L’avvento di conferenze multilingue ha ridotto la richiesta di interpretazione consecutiva negli ultimi venti anni.
L’interpretazione di conferenza è divisa tra due mercati: istituzionale e privato. Le istituzioni internazionali (EU, ONU, EPO, etc.) che tengono conferenze multilingue, spesso prediligono l'interpretazione di un numero consistente di lingue verso la lingua madre degli interpreti. I mercati privati locali tendono ad avere conferenze bilingui (la lingua del luogo più un'altra) e gli interpreti lavorano con entrambe le lingue. Questi mercati non si escludono a vicenda. L’associazione internazionale interpreti di conferenza (AIIC) è l’unica associazione mondiale di interpreti di conferenza, fondata nel 1953, a cui sono iscritti più di 2800 interpreti di conferenza professionisti, in più di 90 nazioni. 

#### Interpretazione consecutiva
Nell’interpretazione consecutiva (IC), l'oratore interrompe il proprio discorso di tanto in tanto per permettere all'interprete di fornire la traduzione di quel brano in un'altra lingua . Tradizionalmente, l’interprete siede o resta in piedi di fianco all’oratore.
L’interpretazione consecutiva può essere effettuata attraverso un modello che richiede la traduzione di segmenti di varia lunghezza a seconda della preferenza dell’interprete. Per quanto concerne i segmenti più brevi, si fa più affidamento sulla propria memoria, mentre nelle sezioni più lunghe si preferisce prendere note scritte. Le note devono essere chiare e leggibili per non sprecare tempo nel consultarle. La consecutiva richiede che un oratore si interrompa solo dopo aver espresso uno o più concetti nella loro interezza poiché solo così è possibile comprendere il senso di quanto detto e riformularlo nella lingua d'arrivo.  
Prima che inizi il lavoro di interpretazione consecutiva, si dovrà trovare un accordo circa la lunghezza dei segmenti che dipenderà dalla complessità dell’argomento trattato e dallo scopo dell’interpretazione, anche se gli oratori spesso trovano difficile abituarsi a questo tipo innaturale di comunicazione.
Alcune volte, durante una sessione di interpretazione consecutiva, all'interprete è richiesta una traduzione a vista (Sight Translation) che combina la traduzione e l’interpretazione; l’interprete deve rendere nella lingua di arrivo il documento come se fosse scritto nella lingua d’arrivo. Questo tipo di traduzione è abbastanza frequente in ambito giuridico e medico anche se non è limitata a tali settori. 
L’interpretazione consecutiva può essere la modalità prescelta quando vi è un pubblico bilingue che vorrebbe ascoltare sia la versione originale che quella tradotta o in cui si debba conservare una registrazione di entrambi, come avviene in sede giuridica.
Quando non è disponibile un interprete che traduca direttamente dalla lingua 1 alla 2, ci si può avvalere della modalità “in relais”. Ad esempio, se la lingua di partenza è il greco, si potrebbe tradurre in inglese e da lì in un'altra lingua. Questa pratica va sotto il nome di “doppia interpretazione”. Si potrebbe rendere necessaria anche una tripla interpretazione, in particolar modo nel caso di lingue rare o con dialetti. 

#### Interpretazione simultanea
L’interpretazione simultanea (IS) presenta uno svantaggio: mentre l’oratore parla, l’interprete deve cercare di dare il meglio di sé nella finestra di tempo permessa dalla velocità dell’enunciato. Nonostante ciò, la modalità simultanea possiede anche il vantaggio di far risparmiare tempo e di non disturbare il flusso naturale della conversazione dell’oratore. 
L’interpretazione simultanea ha iniziato ad avvalersi di appositi dispositivi tramite cui l’interprete può ascoltare sia la voce dell’oratore che la propria sin dal Processo di Norimberga nel 1945. I dispositivi utilizzati facilitarono un gran numero di ascoltatori e fu fornita una traduzione in francese, russo, tedesco e inglese. Questa tecnologia fu sviluppata tra gli anni ’20 e ’30 del 1900 quando l’imprenditore americano Edward Filene e l’ingegnere inglese Alan Gordon Finlay costruirono dei dispositivi di interpretazione simultanea in collaborazione con la IBM. Yvonne Kapp partecipò ad una conferenza con traduzione simultanea nel 1935 nell’Unione Sovietica. Dato il successo dimostrato, l’IBM fu in grado di vendere tali dispositivi alle Nazioni Unite dove ancora oggi sono grandemente utilizzati dal Servizio d’Interpretazione dell’ONU.
In un contesto ideale per la lingua parlata, l’interprete siede in una cabina insonorizzata e parla in un microfono, tutto ciò mentre vede chiaramente ed ascolta l’interlocutore assegnatogli/le attraverso delle cuffie. L’interpretazione simultanea è trasmessa al pubblico tramite delle cuffie ad esso fornite.

#### Il progressivo passaggio dalla consecutiva alla simultanea
Con il suo libro di memorie My Years with Gorbachev and Shevardnadnze: The Memoir of a Soviet Interpreter, l’interprete di conferenza sovietico Pavel Palazhchenko delinea una breve storia dell’interpretazione moderna e del passaggio dalla sua forma consecutiva a quella simultanea. Egli spiega che, durante il diciannovesimo secolo, gli interpreti venivano impiegati raramente nei dibattiti diplomatici europei; questi ultimi erano solitamente condotti in francese, e veniva richiesto a tutti i funzionari diplomatici del governo di parlarlo fluentemente. Anche la maggior parte dei capi di governo e di stato conosceva il francese.
Lo storico Harold Nicolson attribuisce il crescente bisogno di interpretazione nel periodo successivo alla Prima Guerra Mondiale al fatto che il presidente statunitense Woodrow Wilson e il primo ministro britannico David Lloyd George “non fossero linguisti”. Al tempo, il concetto di interpretazione simultanea e gli speciali dispositivi necessari, brevettati in seguito da Alan Gordon Finlay, non esistevano ancora; di conseguenza, veniva impiegata l’interpretazione consecutiva.
Nel dettaglio, gli interpreti di interpretazione consecutiva utilizzavano un particolare sistema di presa di appunti che comprendeva simboli, abbreviazioni ed acronimi. Essi attendevano la fine del discorso del relatore per fornire la traduzione, e poi gli spettava il difficile compito di creare, da queste note, circa mezz’ora di frasi scorrevoli che riprendessero in modo molto accurato quanto detto dall’oratore. Palazchenko cita Anton Velleman, Jean Herbert e i fratelli Kaminker come interpreti professionisti, e riporta un insolito caso in cui André Kaminker interpretò un discorso di un diplomatico francese che parlò per due ore e mezza senza interruzione.
Dopo la Seconda Guerra Mondiale, l’interpretazione simultanea cominciò ad essere utilizzata durante il Processo di Norimberga, iniziando ad essere sempre più accettata. Interpreti di interpretazione consecutiva con esperienza asserirono che la difficoltà di ascoltare e parlare allo stesso tempo, colmando le differenze strutturali tra le lingue, e interpretare l’inizio di una frase prima di conoscere la sua fine, avrebbe prodotto un risultato inferiore. Allo stesso modo questi interpreti, che da quel momento in poi sarebbero diventati oratori di spicco, avrebbero parlato dalle cabine senza farsi vedere.
Nel 1951, quando le lingue di lavoro delle Nazioni Unite divennero cinque (inglese, francese, russo, cinese e spagnolo) gli interpreti di consecutiva divennero inutilizzabili nella maggior parte dei casi, e la traduzione simultanea divenne il processo più comune per l’organizzazione di meeting di grossa portata. L’interpretazione consecutiva, che fornisce un risultato più fluente senza il bisogno di una attrezzatura specifica, rimase in uso per le discussioni minori.

### Chuchotage
L’interpretazione sussurrata viene impiegata da sempre, ed è conosciuta nel settore commerciale con il termine francese chuchotage. La voce dell'interprete viene mantenuta a un volume basso per non disturbare l’oratore e il pubblico che lo ascolta; per farlo, l’interprete e il cliente devono sedere o essere vicini l’uno all’altro. Non si tratta di un vero e proprio sussurrare, poiché sarebbe difficile da decifrare e forzerebbe troppo la voce: l’interprete usa un tono di voce normale, solamente a un volume basso. Possono essere affiancate una o al massimo due persone che necessitino dell’interpretazione, a meno che non si usi attrezzatura elettronica portatile. 
Questa forma mette a dura prova l’interprete, che deve rimanere seduto piegato verso il cliente per molto tempo. 

### Interpretazione di trattativa
Nell’interpretazione di trattativa, un interprete accompagna una persona o una delegazione in una visita guidata, ad una riunione di affari o ad un colloquio. Una sessione di lavoro per un interprete d'accompagnamento può durare giorni, settimane o addirittura mesi, in base al periodo di visita del cliente. Questo tipo di interpretazione è spesso necessario in contesti aziendali, durante presentazioni, riunioni con investitori e trattative commerciali. Come tale, un interprete d'accompagnamento deve avere una certa conoscenza economica e finanziaria in modo da capire e trasmettere al meglio il messaggio. 

### Interpretazione di lingua dei segni
Un interprete della lingua dei segni deve saper trasmettere accuratamente i messaggi tra due lingue diverse. C’è un interprete sia per le persone sorde che per quelle udenti. L’atto di interpretare si verifica quando una persona udente parla e un interprete traduce nella lingua dei segni. L’interpretazione avviene anche al contrario: quando una persona sorda si esprime, un interprete deve essere in grado di rendere il significato espresso dai segni in forma orale per l’interlocutore. Questa tecnica viene chiamata interpretazione vocale o voicing e può essere eseguita come interpretazione simultanea o consecutiva. 
Solitamente, gli interpreti esperti delle lingue dei segni si posizionano in uno spazio che consente loro di essere visti dai partecipanti sordi ed ascoltati chiaramente da quelli udenti, oltre a essere in grado di ascoltare e/o vedere chiaramente chi parla. In alcune circostanze, un interprete si ritrova ad interpretare dalla lingua di un paese a quella di un altro, come ad esempio dall'inglese alla lingua dei segni americana, dallo spagnolo alla lingua dei segni francese e così via.
Anche le persone sorde hanno la possibilità di lavorare come interpreti: essi prendono il nome di "interpreti sordi certificati" (CDI), se in possesso di certificato, o in caso contrario semplicemente di "interpreti sordi" (DI). L’individuo sordo collaborerà con una controparte udente per garantire il servizio di interpretariato a persone sorde che potrebbero non conoscere la lingua dei segni utilizzata in quel paese, che hanno competenze linguistiche minime, che presentano ritardi nello sviluppo o  altre disabilità mentali e/o fisiche tali da rendere la comunicazione una sfida unica. In altri casi, l'interprete udente può interpretare nella lingua dei segni qualunque tipo di lingua che il gruppo conosce e quest'ultimo la interpreterà, quindi, nella lingua in cui l'individuo può capire. Essi traducono inoltre informazioni da un mezzo di linguaggio ad un altro: per esempio, quando una persona comunica mediante segni visivi, l'interprete sordo può essere assunto per copiare quei segni nella mano di una persona cieca e aggiungere informazioni visuali.
Alcuni interpreti sono formati professionalmente mediante un corso di formazione personale (ITP), sebbene questo non sia sempre richiesto. La durata della formazione varia, ma in genere sono necessari due o quattro anni per ottenere un titolo o un certificato. Sono disponibili anche programmi di laurea.
Negli Stati Uniti, gli interpreti della lingua dei segni americana hanno una certificazione di livello nazionale e alcuni stati hanno certificazioni di livello statale. La Registry of Interpreters for the Deaf (RID), un'organizzazione senza scopo di lucro, è nota per il suo processo di riconoscimento e certificazione nazionale. Oltre ai requisiti di formazione e ai rigorosi test di certificazione, i membri del RID devono rispettare un codice di condotta professionale, al processo di reclamo e ai requisiti di formazione continua. Esistono molti programmi di formazione per interpreti negli Stati Uniti. La Collegiate Commission on Interpreter Education è l'ente che accredita i programmi di preparazione per gli interpreti. Un elenco di programmi accreditati è disponibile sul sito Web CCIE.
I paesi europei ed extra-europei hanno le loro associazioni nazionali di interpreti delle lingue dei segni. Alcuni paesi hanno più di un'associazione nazionale a causa delle differenze regionali o linguistiche. Il Forum europeo degli interpreti delle lingue dei segni (EFSLI) è l'organizzazione ombrello degli interpreti di lingua dei segni in Europa. In Canada, l'associazione professionale che riconosce e certifica a livello nazionale gli interpreti della lingua dei segni è la Association of Visual Language Interpreters of Canada (AVLIC). L’AVLIC consta di diversi capitoli di affiliazione che rappresentano una determinata regione del Canada.
Gli interpreti delle lingue dei segni incorrono in una serie di fattori linguistici, ambientali, interpersonali e intrapersonali che possono impattare sulla loro capacità di fornire un'interpretazione accurata. Gli studi hanno dimostrato che la maggior parte dei programmi di formazione per interpreti non prepara adeguatamente gli studenti alle sollecitazioni altamente variabili a cui un interprete deve quotidianamente far fronte e attualmente, nel campo dell'interpretazione, si registra un dibattito su come preparare adeguatamente gli studenti alle sfide che il lavoro richiede. Le modifiche proposte includono una più solida definizione  di ciò che un interprete qualificato dovrebbe sapere, nonché un’esperienza di tirocinio post-laurea che consentirebbe ai nuovi interpreti di lavorare con il beneficio della supervisione di interpreti più esperti, proprio come i programmi in atto in medicina, nelle forze dell'ordine e così via.
In Israele Naama Weiss, membro del consiglio di amministrazione di Malach, l'organizzazione degli interpreti della lingua dei segni israeliana, pubblicizzò un video da lei stessa girato: si tratta della sua parafrasi del video ‘So-Low’,, che mostrava il suo punto di vista sui lavori degli interpreti della lingua dei segni israeliana. Uno studio condotto in Finlandia ha rilevato che, rispetto agli insegnanti di lingue straniere e agli esperti non linguistici, un'alta cooperazione è risultata più caratteristica per gli interpreti simultanei e consecutivi, e Weiss lo ha dimostrato nel suo video, sebbene ne abbia sostenuto la comicità.. 
Un conveniente metodo nella fornitura di servizi di traduzione del linguaggio dei segni è il ricorso ad avatar della lingua dei segni, animati digitalmente, quali SiMAX. La World Federation of the Deaf support l'utilizzo di avatar per "informazioni pre-registrate e statiche ai clienti, per esempio negli hotel o in stazioni ferroviarie",  e non per rimpiazzare i traduttori "umani".
In Italia, grazie all’approvazione della legge 104 del 1992 su “I diritti degli handicappati” nasce ufficialmente il servizio di interpretariato vero e proprio.   Mentre con la Risoluzione del 23 novembre 2016 sulle lingue dei segni e gli interpreti di lingua dei segni professionisti (2016/2952(RSP)), il Parlamento Europeo ha invitato esplicitamente gli Stati membri a promuovere la formazione sia degli interpreti, sia degli insegnanti della lingua dei segni, con percorsi di livello universitario almeno triennale.  Tuttavia, in Italia la formazione degli interpreti di lingua dei segni non ha una via unica e non è regolamentata dallo Stato. Il risultato è la proliferazione di corsi per interpreti molto diversificati tra di loro, per numero di ore di formazione, per organizzazione della didattica, per qualificazione dei formatori e per piano di studi. Le associazioni di categoria principali degli interpreti di lingua dei segni sono: l'ANIOS (Associazione Nazionale Interpreti Operatori per Sordi) fondata il 17 giugno 1987 e l'ANIMU (Associazione Nazionale Interpreti di Lingua dei Segni Italiana) fondata il 21 dicembre 1987. 

## Tipologie

### Giuridica
L'interpretazione giuridica, legale o di tribunale avviene nelle corti di giustizia, nei tribunali amministrativi e ovunque si tenga un procedimento legale (es. in stazione di polizia per un interrogatorio, in una sala riunioni per una deposizione o in un ambiente per deporre una dichiarazione giurata). L’interpretazione legale può essere per esempio l’interpretazione consecutiva della dichiarazione di un testimone o l’interpretazione simultanea di un intero processo, attraverso strumenti elettronici per una persona o per tutte le persone presenti. In un contesto legale, dove le conseguenze di una errata interpretazione potrebbero essere estremamente gravi, la precisione è di primaria importanza. Possono essere collocati gruppi di due o più interpreti, di cui uno che interpreta attivamente e l’altro che controlla per maggiore accuratezza.
Il diritto ad un interprete competente per chiunque non capisse la lingua del tribunale (specialmente per un accusato in un processo criminale) è solitamente considerato una norma fondamentale di giustizia. Perciò, questo diritto è spesso garantito in costituzioni nazionali, dichiarazioni dei diritti e leggi fondamentali che regolano il sistema giudiziario o da precedenti stabiliti dalle più alte giurisdizioni. Ad ogni modo, non è una procedura costituzionalmente richiesta (negli USA) che un interprete sia presente ad un interrogatorio di polizia. È stato spesso oggetto di controversie soprattutto in casi dove immigrati illegali con nessuna conoscenza dell'inglese venivano accusati di crimini.
Negli Stati Uniti, in base alle norme vigenti per ogni stato e sede processuale, gli interpreti giudiziari solitamente lavorano soli, quando l’interpretazione è consecutiva, o in gruppo quando l’interpretazione è simultanea. Oltre alla padronanza pratica della lingua di partenza e di arrivo, agli interpreti giudiziari è richiesta una completa conoscenza della legge e delle procedure legali e giudiziarie. È spesso richiesto che loro abbiano una autorizzazione formale dallo stato per lavorare nelle corti e solo in seguito sono chiamati interpreti giudiziari certificati. In molte giurisdizioni, l’interpretazione è considerata parte essenziale delle prove. Un’interpretazione incompetente, o semplicemente la mancanza di fiducia nell’interprete, può portare ad un annullamento del processo. 

### Interpretazione di comunità
Consiste in un tipo di interpretazione che si svolge in campo legale, sanitario, federale e locale, sociale, abitativo, ambientale, educativo, e dei servizi di benessere. Nell’interpretazione di comunità, esistono fattori che determinano e influenzano la produzione linguistica e di comunicazione, come il contenuto emotivo, l'ambiente sociale ostile e polarizzato, lo stress, i rapporti di potere tra partecipanti ed il grado di responsabilità dell’interprete. Infatti, in molti casi da quest'ultimo può dipendere anche la vita di una persona. 

### Medica
L'interpretazione medica è un sottoinsieme dell’interpretazione per i servizi pubblici. Essa è condotta da un interprete esperto del campo, il quale agevola la comunicazione tra il personale sanitario e il paziente e/o i suoi familiari, o tra il personale sanitario che parla lingue diverse. In alcune situazioni, il personale medico multilingue può partecipare a tempo parziale come membro di banche linguistiche interne. A seconda delle esigenze specifiche del paese/stato, all'interprete è spesso richiesto di avere una certa conoscenza della terminologia medica, delle procedure comuni, dei procedimenti di intervista ai pazienti e dei processi d’esame. Gli interpreti medici agiscono spesso come legami culturali per quelli che, indipendentemente dalla lingua, non si sentono particolarmente a proprio agio in un ambiente ospedaliero, clinico o medico.
In alcuni paesi, non è più obbligatorio possedere un certificato per gli interpreti medici. Ad esempio, a partire dal 2012, negli ospedali cinesi l'interpretazione è principalmente svolta da medici specializzandi che conoscono bene sia il cinese che, soprattutto, l'inglese. Perciò, quando un paziente di un ospedale cinese ha bisogno di un servizio in lingua inglese, il più delle volte viene indirizzato ad un membro dello staff dell'ospedale, riconosciuto dai suoi colleghi come competente in inglese. L'effettiva qualità di tale servizio è sconosciuta alla comunità degli interpreti, in quanto, se questi ultimi non hanno una formazione sanitaria, raramente ricevono l'accreditamento nella comunità medica per tale tipo di traduzione. 
Gli interpreti che lavorano nel settore sanitario possono essere considerati “operatori delle professioni sanitarie”.
Negli Stati Uniti, tuttavia, fornire un interprete medico è richiesto dalla legge, nello specifico, dal titolo VI della legge sui diritti civili (Civil Rights Act, 1964), che vieta la discriminazione sulla base della razza, del colore o della nazionalità d’origine in qualsiasi programma o attività che riceve fondi federali o altra assistenza finanziaria federale. Poiché gli ospedali sono finanziati dal governo federale, questa legge impone loro di fornire un interprete professionista a qualsiasi paziente che ne abbia bisogno.

### Mediatica
Per la sua natura, l'interpretazione mediatica deve essere condotta in modalità simultanea. È prevista in particolare per le trasmissioni televisive in diretta, come conferenze stampa, interviste dal vivo o registrate con politici, musicisti, artisti, sportivi o persone del mondo degli affari. In questo tipo di interpretazione, l’interprete deve sedersi in una cabina insonorizzata dove idealmente può vedere gli oratori su un monitor e sul set. Tutte le attrezzature devono essere controllate prima dell'inizio della registrazione. In particolare, i collegamenti via satellite devono essere verificati due volte per garantire che la voce dell'interprete non ritorni indietro e che quest’ultimo/a possa ascoltare un solo canale alla volta. Nel caso di interviste registrate fuori dallo studio e di alcuni programmi di attualità, l’interprete traduce ciò che sente da un monitor televisivo. Il rumore di fondo può essere un problema serio. L'interprete che lavora per i media deve sembrare disinvolto e sicuro come un presentatore televisivo.
L'interpretazione mediatica ha acquisito maggiore visibilità e presenza soprattutto dopo la guerra del Golfo. I canali televisivi hanno iniziato ad assumere nello staff interpreti simultanei . L'interprete traduce conferenze stampa, cicalini telefonici, interviste e trasmissioni simili in diretta per gli spettatori. Essa è più stressante di altri tipi di interpretazione, in quanto l'interprete deve affrontare una vasta gamma di problemi tecnici uniti ai problemi della sala di controllo e alle discussioni durante la diretta.

## Modalità
I servizi di interpretazione possono essere forniti in diverse modalità: la più comune è la modalità in loco.

### In loco
Chiamata anche “interpretazione in-persona” o, in modo più colloquiale, “faccia a faccia”, questa modalità richiede che l'interprete sia fisicamente presente affinché l'interpretazione abbia luogo. Nella configurazione dell’interpretazione in loco, tutte le parti che desiderano parlare l'una con l'altra si trovano di solito nello stesso posto. Questa è di gran lunga la modalità più comune usata per la maggior parte dei servizi pubblici e sociali. 

### Telefonica
Chiamata anche “interpretazione al telefono” e “tele-interpretazione”, consente l'interpretazione tramite telefono. L'interpretazione telefonica può essere utilizzata sia in ambito comunitario che in ambito congressuale. Può essere adoperata al posto dell'interpretazione in loco quando non è disponibile un interprete nel luogo in cui sono necessari i suoi servizi. Tuttavia, è più comunemente usata per situazioni in cui tutte le parti che desiderano comunicare già parlano tra loro per telefono (ad esempio, in applicazioni telefoniche per assicurazioni o carte di credito, o in richieste di informazioni telefoniche dai consumatori alle imprese).

### Video
I servizi di video-interpretariato da remoto (Video Remote Interpreting, VRI) o di video trasmissione (Video Relay Service, VRS) sono utili in caso di barriere nella lingua parlata, dove il riconoscimento visivo-culturale è rilevante, e ancor di più quando una delle parti è sorda, con problemi di udito o di parola (muto). In questi casi la direzione dell'interpretazione avviene normalmente all’interno della stessa lingua principale, come dal francese dei segni (LSF) al francese parlato e dallo spagnolo dei segni (LSE) allo spagnolo parlato. Sono inoltre disponibili, anche se con minore frequenza, interpreti della lingua dei segni multilingue, in grado di tradurre anche tra lingue principali (ad esempio da e verso LSE, da e verso l'inglese parlato). Tali attività comportano un notevole sforzo da parte del traduttore, in quanto le lingue dei segni sono lingue naturali distinte, con una costruzione e una sintassi proprie, diverse dalla versione sonora della stessa lingua principale.
Con la video interpretazione, gli interpreti della lingua dei segni lavorano a distanza con segnale video e audio in diretta, in modo che possano vedere la parte sorda o muta, conversare con quella udente e viceversa. Proprio come l'interpretazione telefonica, la video interpretazione può essere utilizzata in situazioni in cui non sono disponibili interpreti in loco. Tuttavia, non può essere impiegata quando tutte le parti parlano solo per telefono. Le interpretazioni VRI e VRS richiedono che tutte le parti dispongano delle attrezzature necessarie. Alcune attrezzature avanzate consentono agli interpreti di controllare la videocamera, per regolarne lo zoom e per puntarla verso la parte che sta usando la lingua dei segni.

## Sedi
La maggior parte degli interpreti che svolgono la loro attività a tempo pieno nelle conferenze lavorano per agenzie telefoniche di interpretazione, istituzioni sanitarie, tribunali, scuole e organizzazioni internazionali come le Nazioni Unite (per il servizio di interpretariato delle Nazioni Unite), l’Unione europea o ancora l’Unione Africana. 
Il principale datore di lavoro mondiale per gli interpreti è attualmente la Commissione Europea, che assume centinaia di interpreti, free-lance e non, che lavorano con le lingue ufficiali dell’Unione Europea e altre ancora. Le altre istituzioni dell’Unione Europea (il Parlamento e la Corte di Giustizia) dispongono di servizi di interpretariato più limitati. 
Le Nazioni Unite assumono interpreti in quasi tutte le loro sedi nel mondo. Siccome dispone di solo sei lingue ufficiali, tuttavia, è un datore di lavoro più piccolo rispetto all'Union Europea. Gli interpreti possono anche lavorare come liberi professionisti nelle loro comunità locali, regionali o nazionali, o ancora possono lavorare a contratto nell’ambito di un’azienda di interpretazione. 
Di solito i lavori per cui optano sono quelli descritti sopra.  I militari spesso usano interpreti per comunicare meglio con la popolazione locale. Un esempio degno di nota è l'esercito americano durante la guerra in Iraq e in Afghanistan.

## Associazioni
Ci sono diverse associazioni di interpretazione e traduzione nel mondo, tra cui l’australiana NAATI (National Accreditation Authority for Translators and Interpreters), la AIIC (Associazione Internazionale Interpreti di Conferenza), la cinese CATTI (China Accreditation Test for Translators and Interpreters), la canadese CTTIC (Canadian Translators, Terminologists and Interpreters Council) e la britannica ITI (Institute of Translation & Interpreting).

## Certificazioni
Non esiste un esame o un’agenzia che rilasci una determinata certificazione per ogni tipo di interpretazione. Per quanto riguarda l’interpretazione di conferenza, esiste l’international Association of Conference Interpreters, o AIIC.
Per quanto riguarda le certificazioni in specifiche regioni, paesi o anche città, queste avranno i propri standard. In molti casi, il programma seguito da laureati che abbiano conseguito il proprio titolo di studio in un’università di un certo calibro funzionerà da certificazione de facto per l’interpretazione di conferenza. 

### CATTI
Il certificato più riconosciuto di interpretazione e traduzione nella Repubblica Popolare Cinese è il China Accreditation Test for Translation and Interpretation, abbreviato come CATTI. Il CATTI è rilasciato dal Ministero delle Risorse Umane e della Sicurezza Sociale cinese ed è un test di acquisizione professionale implementato in tutto il paese secondo norme uniformi, che valuta le capacità di traduzione ed interpretazione bilingue degli esaminati. La certificazione CATTI fu introdotta nel 2003. Verso la fine del 2013, vennero tenuti in tutta la nazione numerosi test di differenti livelli in inglese, francese, giapponese, russo, tedesco, spagnolo ed arabo.

### Uso dei certificati di traduzione ed interpretazione
Gli esaminati che passano il CATTI ed ottengono le certificazioni in traduzione ed interpretazione acquisiscono anche titoli professionali corrispondenti nello stesso campo.
- Traduttore ed interprete Senior – professore in traduzione ed interpretazione
- Traduttore o interprete di Livello 1 - professore associato in traduzione ed interpretazione
- Traduttore o interprete di Livello 2 – traduttore o interprete
- Traduttore o interprete di Livello 3 – assistente traduttore o interprete

### Diffusione del CATTI
Delle istituzioni importanti dell’Australia, Francia, Giappone, Repubblica di Corea, Singapore e altri paesi come anche la Regione Amministrativa Speciale di Hong Kong e la regione di Taiwan hanno stabilito rapporti di lavoro con il CATTI.